# دیک تریسی (فیلم ۱۹۴۵)
دیک تریسی (انگلیسی: Dick Tracy) فیلمی است که در سال ۱۹۴۵ منتشر شد. از بازیگران آن می‌توان به مورگان کانوی، آن جفریز، مایک مازورکی و جین گریر اشاره کرد.